# 산청 장천리 도요지
산청 장천리 도요지(山淸 長川里 陶窯址)는 대한민국 경상남도 산청군 신등면 장천리에 있는, 조선시대에 자기나 기와·그릇들을 만들어 굽던 가마터이다. 1974년 12월 28일 경상남도의 기념물 제23호 장천리 도요지로 지정되었다가, 2018년 12월 20일 현재의 명칭으로 변경되었다.

## 개요
요지는 자기나 기와·그릇들을 만들어 굽던 가마터를 말한다.
장천리 손항마을에서 2km 떨어진 곳에 1호 가마터가 있고, 이곳에서 손항마을 쪽으로 1.5km 정도 내려온 곳에 2호 가마터가 있다. 1호 가마터는 산사태로 전부 파괴되었고, 2호 가마터는 도로공사로 인해 가마터의 중심부가 완전히 파괴되었다.
1, 2호 가마터에서 채집된 유물은 대접·접시·종지·병의 조각들로 그릇모양과 문양은 비슷하다. 그러나 자기를 만드는 바탕흙인 태토와 유약에 있어서 1호 가마터의 것이 2호 가마터에 비해 질이 떨어진다. 문양은 상감의 경우 버들, 모란당초, 오리, 국화무늬를 새긴 것이 있고, 인화문으로는 화판문 등이 있다.
장천리 가마터는 고려 후기의 상감청자에서 조선 전기의 상감분청으로 바뀌어 가는 모습을 보여주는 중요한 곳이다.

## 참고 문헌
- 산청장천리도요지 - 국가유산청 국가유산포털